# Ischnoplax edwini
Ischnoplax edwini är en blötdjursart som först beskrevs av Mello och Pinto 1989.  Ischnoplax edwini ingår i släktet Ischnoplax och familjen Ischnochitonidae. Inga underarter finns listade i Catalogue of Life.